# Jetico
Jetico Inc. Oy è una società di software di sicurezza con sede a Espoo  . Jetico sviluppa prodotti con l'aiuto dei quali i dati (sugli endpoint) possono essere protetti in modo sicuro mediante crittografia o cancellazione sicura di dati. Jetico è principalmente focalizzata sulla fornitura di sicurezza ad organizzazioni e imprese operanti nel settore della sicurezza nazionale, anche se negli ultimi anni le stesse soluzioni sono state utilizzate da aziende provenienti da diversi settori al fine di conformarsi con le nuove normative inerenti alla privacy (per esempio GDPR).

## Storia
Il team che sarebbe poi diventato Jetico iniziò a sviluppare hardware di crittografia nel 1993. Due anni dopo, nel 1995, la società fu fondata a Tampere, in Finlandia.
Il primo grande progetto software lanciato dall'azienda è stato BestCrypt, un'applicazione di crittografia da riga di comando per il sistema operativo DOS. BestCrypt è stato successivamente sviluppato per Windows 98 e i successivi sistemi operativi Windows.
Al software di crittografia BestCrypt è seguita una linea di soluzioni per la cancellazione sicura dei dati, BCWipe e BCWipe Total WipeOut.
Nel corso degli anni, i software dell’azienda Jetico hanno raccolto una notevole attenzione da parte di agenzie militari e governative. Articoli e referenze pubbliche rivelano le capacità del software e il suo utilizzo in organizzazione di rilevanza internazionale come la Casa Bianca , l'aeronautica americana , l'Università di Stanford  e l'Università di Harvard  .

## Prodotti
I software di crittografia di Jetico sono BestCrypt Container Encryption e BestCrypt Volume Encryption. BestCrypt Container Encryption viene utilizzato per crittografare file e cartelle selezionate , mentre BestCrypt Volume Encryption viene utilizzato per crittografare interi dischi e unità virtuali.
BCWipe e BCWipe Total WipeOut sono i software Jetico per la cancellazione sicura dei dati . BCWipe viene utilizzato per rimuovere singoli file e cartelle, oltre che dati residui, mentre BCWipe Total WipeOut viene utilizzato per eliminare definitivamente tutti i dati del disco rigido prima del riutilizzo o dello smaltimento. 